# Ergatief-absolutieve taal
Een ergatief-absolutieve taal - meestal afgekort tot ergatieve taal - is een taal waarin het onderwerp van een intransitieve zin geheel hetzelfde behandeld wordt als het lijdend voorwerp van een transitieve zin, waardoor deze twee zinsdelen in termen van thematische relaties worden onderscheiden van de agens. Talen met een dergelijk ergatief systeem worden aldus onderscheiden van nominatief-accusatieve talen, waarbij het onderwerp altijd in de nominatief staat en het lijdend voorwerp in de accusatief. 

## Markering
Het verschijnsel ergativiteit wordt over het algemeen morfologisch gemarkeerd, dus met behulp van aparte naamvallen. Dit zijn over het algemeen de ergatief, die wordt gebruikt voor het onderwerp bij een transitief werkwoord. Een andere naamval, de absolutief, wordt daarnaast gebruikt voor zowel het onderwerp van zinnen met een intransitief werkwoord als voor het lijdend voorwerp van zinnen met een transitief werkwoord. Daarnaast speelt ook woordvolgorde vaak een belangrijke rol bij het tot uitdrukking komen van ergativiteit; zo hanteren ergatieve talen doorgaans de VOS-woordvolgorde en/of de SOV-woordvolgorde als de standaardnorm. 

## Voorbeelden
Voorbeelden van ergatieve talen zijn het Baskisch, Groenlands, Tibetaans, een aantal Kaukasische talen zoals het Abchazisch en Georgisch en de meeste Mayatalen. Binnen de grote groep van de Indo-Europese talen zijn alleen enkele Indo-Iraanse talen ergatief, zoals het Koerdisch en het Pasjtoe. 

### Ergatief Nederlands
Hier een behulpzaam hypothetisch voorbeeld van hoe Nederlands eruit zou zien als het een ergatieve taal was geweest:
|               | Nederlands | Nederlands | Nederlands | hypothetisch ergatief Nederlands | hypothetisch ergatief Nederlands | hypothetisch ergatief Nederlands | hypothetisch ergatief Nederlands | hypothetisch ergatief Nederlands | hypothetisch ergatief Nederlands |
| woordvolgorde | SVO        | SVO        | SVO        | SOV                              | SOV                              | SOV                              | VOS                              | VOS                              | VOS                              |
| transitief    | nominatief |            | accusatief | ergatief                         | absolutief                       |                                  |                                  | absolutief                       | ergatief                         |
|               | Hij        | zoent      | haar.      | Hij                              | haar                             | zoent.                           | Zoent                            | haar                             | hij.                             |
|               | Zij        | zoent      | hem.       | Zij                              | hem                              | zoent.                           | Zoent                            | hem                              | zij.                             |
| intransitief  | nominatief |            |            | absolutief                       |                                  |                                  |                                  |                                  | absolutief                       |
|               | Hij        | lacht.     |            | Hem                              |                                  | lacht.                           | Lacht                            |                                  | hem.                             |
|               | Zij        | lacht.     |            | Haar                             |                                  | lacht.                           | Lacht                            |                                  | haar.                            |